# Ален Ремі
Ален Ремі (фр. Alain Rémy; нар. 11 листопада 1952, Франція) — французький дипломат. Надзвичайний і Повноважний Посол Франції в Україні.

## Біографія
Народився 11 листопада 1952 року. Ліцензіат з філології (російська мова). Має магістерський ступінь з прикладної економіки та Докторський ступінь з міжнародної економіки.
Володіння іноземними мовами: англійська, німецька, російська.
У 1980 — 1981 — працював у центральному апараті МЗС Франції (управління Європи)
У 1981 — 1984 — перший секретар в Посольстві Франції в СРСР.
У 1984 — 1987 — працював у центральному апараті МЗС Франції (економічно-фінансове управління).
У 1987 — 1989 — міністерство Економіки і Фінансів, служба міжнародного співробітництва Казначейства.
У 1989 — 1993 — фінансовий радник в країнах Південно-Азійського регіону (з резиденцією в Нью-Делі).
У 1993 — 1997 — заступник директора управління Північної Африки МЗС Франції.
У 1997 — 1999 — посланник-радник в Посольстві Франції в Алжирі.
У 1999 — 2002 — посланник-радник в Посольстві Франції в Російській Федерації.
У 2002 — 2005 — заступник директора управління Північної Африки і Середнього Сходу МЗС Франції.
У 2005 — 2009 — генеральний консул Франції в Єрусалимі.
У 2010 — 2011 — в Генеральній Інспекції МЗС Франції.
З жовтня 2011 року — Надзвичайний і Повноважний Посол Франції в Києві (Україна).

## Нагороди та відзнаки
- Кавалер Ордену Почесного Легіону
- Офіцер Національного Ордену Заслуг